# Venetiaans Albanië

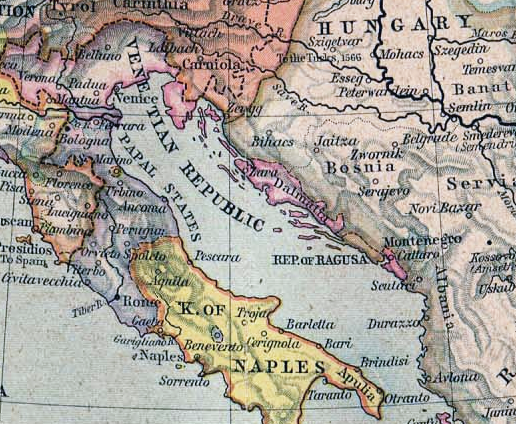
De Republiek Venetië in 1560 en Venetiaans Albanië wordt weergegeven in het roze ten zuiden van de Republiek Ragusa rond Cattaro (Kotor)

Venetiaans Albanië (Italiaans: Albania Veneta) was het deel van de Republiek Venetië in het zuiden van Dalmatië van 1420 tot 1797. Oorspronkelijk omvatte het gebied de kuststreek van het huidige noorden van Albanië en de kust van Montenegro, maar de Albanese en zuidelijke Montenegrijnse delen werden in 1571 verloren aan het Ottomaanse Rijk. 

## Naam
Het woord "Veneta" in Albania Veneta werd gebruikt om het gebied te onderscheiden van het moslimgebied van Albanië dat in die tijd Albania Ottomana genoemd werd en zich uitstrekte van Kosovo tot het zuiden van Albanië.

## Geografie
Deze Venetiaanse bezittingen omvatten de zuidelijke grenzen van de Republiek Ragusa tot Durazzo (Durrës) in Albanië. Het Venetiaanse gebied was nooit meer dan 20 km van de Adriatische Zee verwijderd. Na 1573 werd de zuidelijke grens verschoven naar het dorpje Confin (Kufin) nabij Budua (Budva) omdat de Ottomanen Antivari (Bar), en Dulcigno (Ulcinj) veroverd hadden. 
De domeinen van Venetië lagen centraal rond de Baai van Kotor en omvatten de steden Cattaro (Kotor), Risano (Risan), Perasto (Perast), Teodo (Tivat), Castelnuovo (Herceg Novi), Budua (Budva) en Spizza (Sutomore).

## Geschiedenis
Venetië begon al rond de tiende eeuw de controle over te nemen over de kleine zuidelijke Dalmatische steden waardoor het Dalmatisch snel vervangen werd door het Venetiaans. Het duurde tot de vijftiende eeuw voordat de Republiek Venetië een gebied rond de Baai van Kotor volledig onder controle had. Deze gebieden rondom Kotor bleven van 1420 tot 1797 onder Venetiaans bewind en werd Albania Veneta genoemd, een provincie van de republiek.  

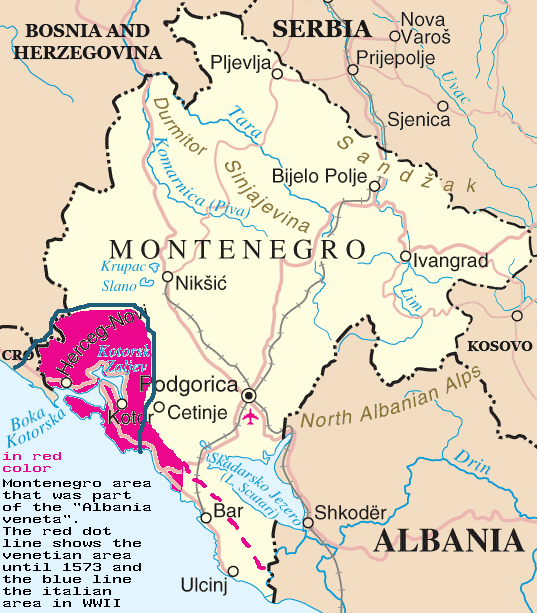
"Venetiaans Albanië" in Montenegro

Toen het Ottomaanse Rijk begon met de verovering van de Balkan in de vijftiende eeuw vluchtten vele christelijke Slaven en Albanezen naar Venetiaans Albanië waardoor het Romaans sprekende gedeelte van de bevolking in de minderheid kwam. 
Nadat de Napoleonistische legers in 1797 een einde maakten aan de Republiek Venetië kwam de regio Venetiaans Albanië onder verschillende controles te staan. In 1805 werd het geannexeerd aan het Napoleonistische Koninkrijk Italië en in 1809 was het deel van de Franse Illyrische Provincies en uiteindelijk in 1815 kwam het onder Habsburgse controle in het koninkrijk Dalmatië van het keizerrijk Oostenrijk. 
Onder de Habsburgse overheersing was Venetiaans Albanië deel van Oostenrijks Dalmatië en in 1878, bij het Congres van Berlijn, werd er nog eens 40 km² bij dit grondgebied toegevoegd. 
De grenzen van de voormalige Venetiaanse provincie veranderden opnieuw in 1918, maar werden van 1941 tot 1943 hersteld tijdens de Tweede Wereldoorlog toen Mussolini de gebieden rond Cattaro annexeerde aan het Koninkrijk Italië. Het gebied was deel van de Italiaanse Governatorato di Dalmazia en werd Provincia di Cattaro genoemd. 
Na de Tweede Wereldoorlog hield de politieke entiteit die gerelateerd kon worden aan de geschiedenis van Venetië in het zuiden van Dalmatië op te bestaan en werd opgenomen in Joegoslavië. Het oude Venetiaanse Albanië ligt in de in 2006 onafhankelijk  geworden staat Montenegro.

## Galerij

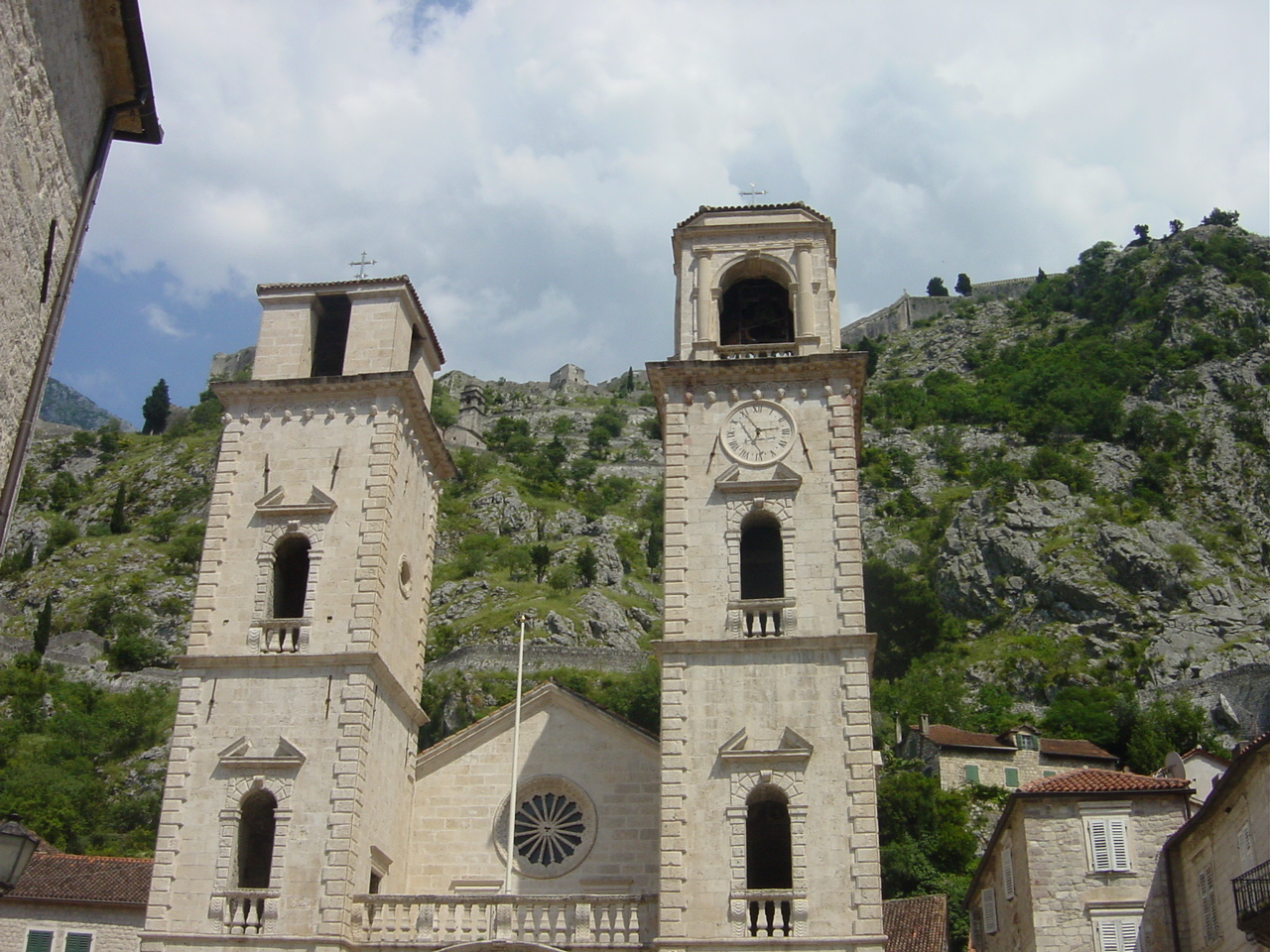
Katholieke Sint-Tryphon Kathedraal in Cattaro (Kotor)
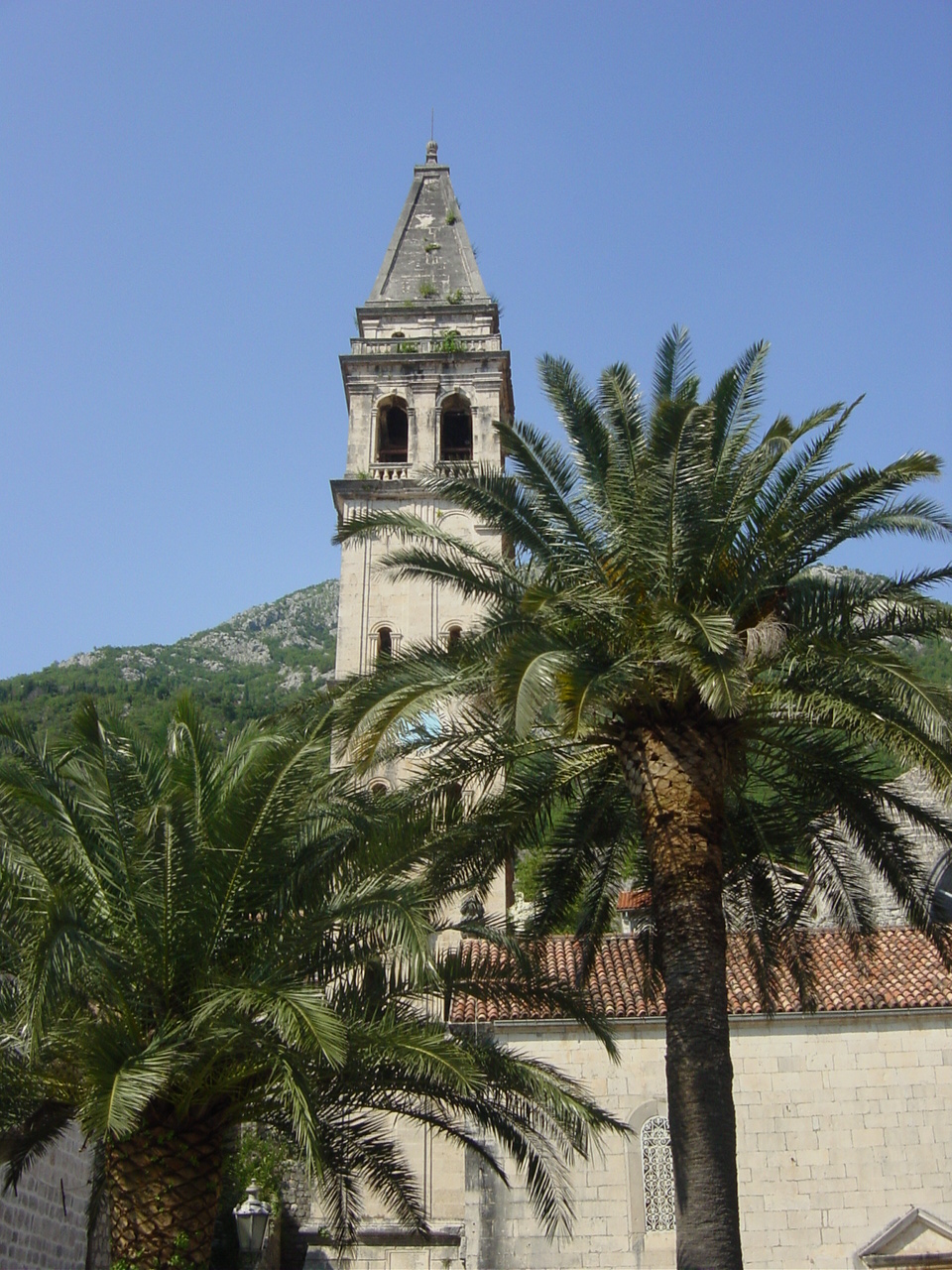
Kerk in Perasto (Perast)
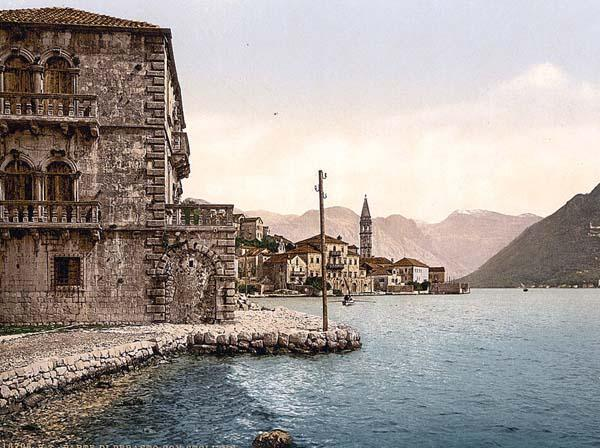
Postkaart met de Venetiaanse architectuur van Perasto in 1900
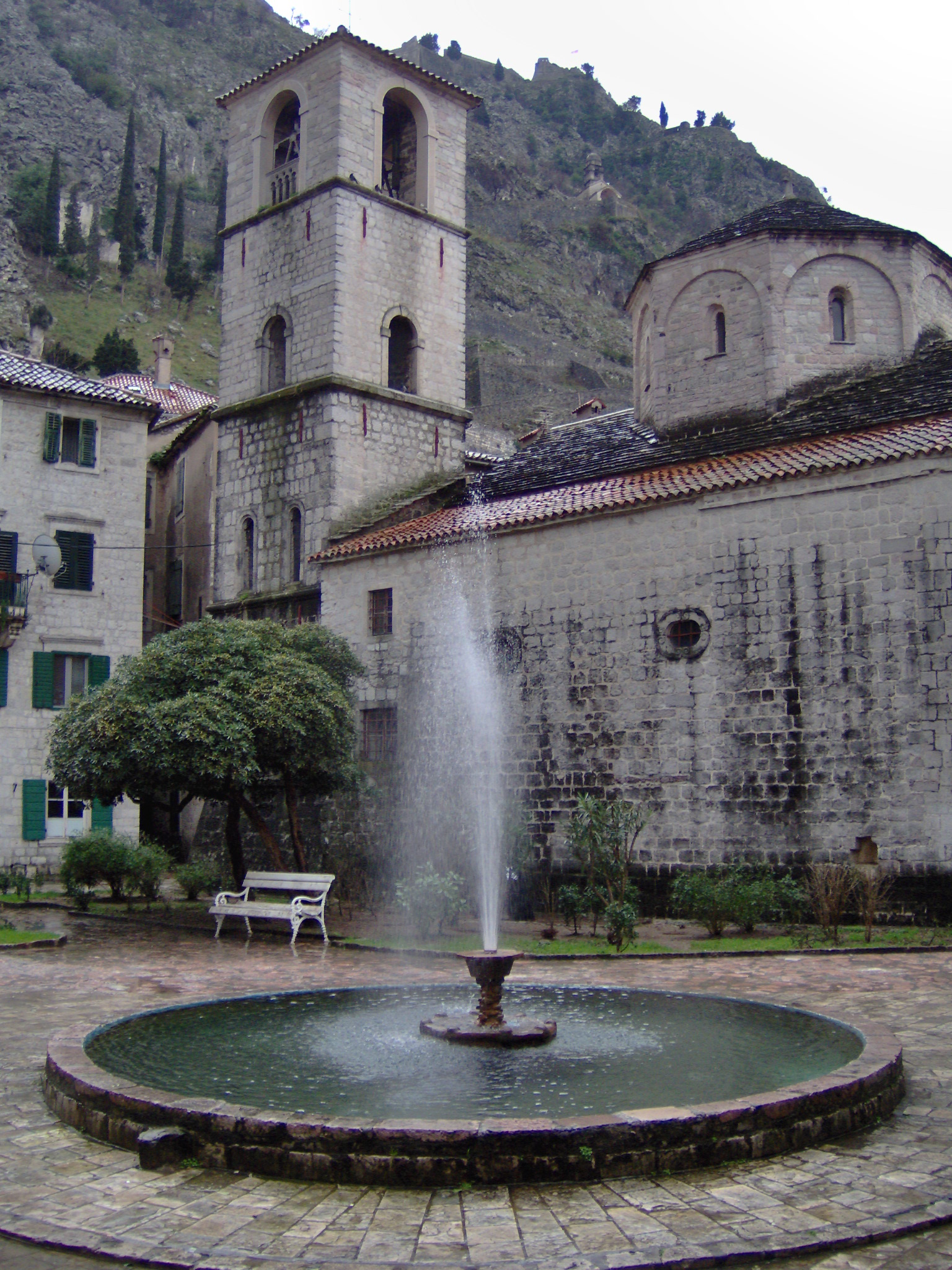
Oud Cattaro (Kotor)
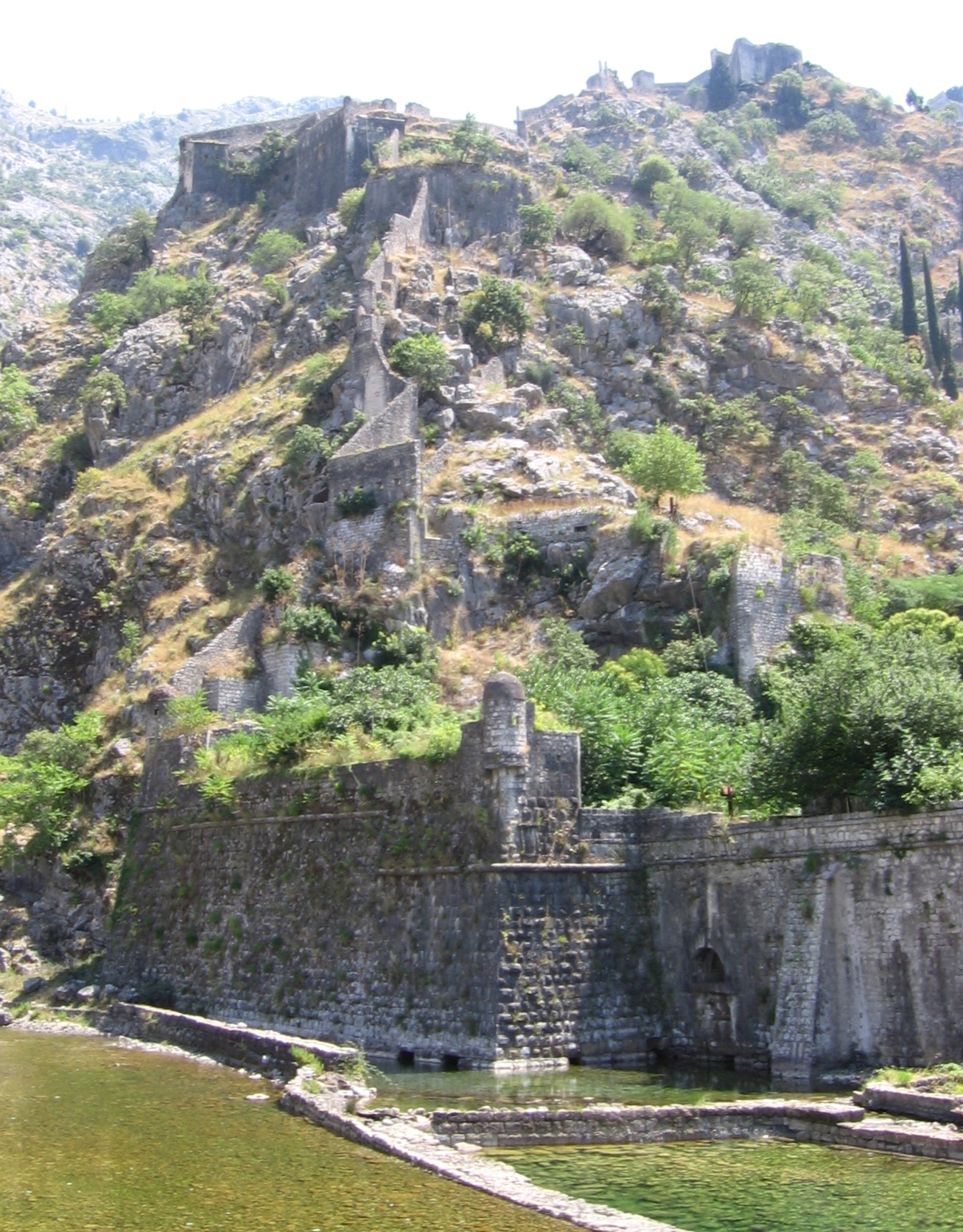
Venetiaanse muren van Cattaro (Kotor)
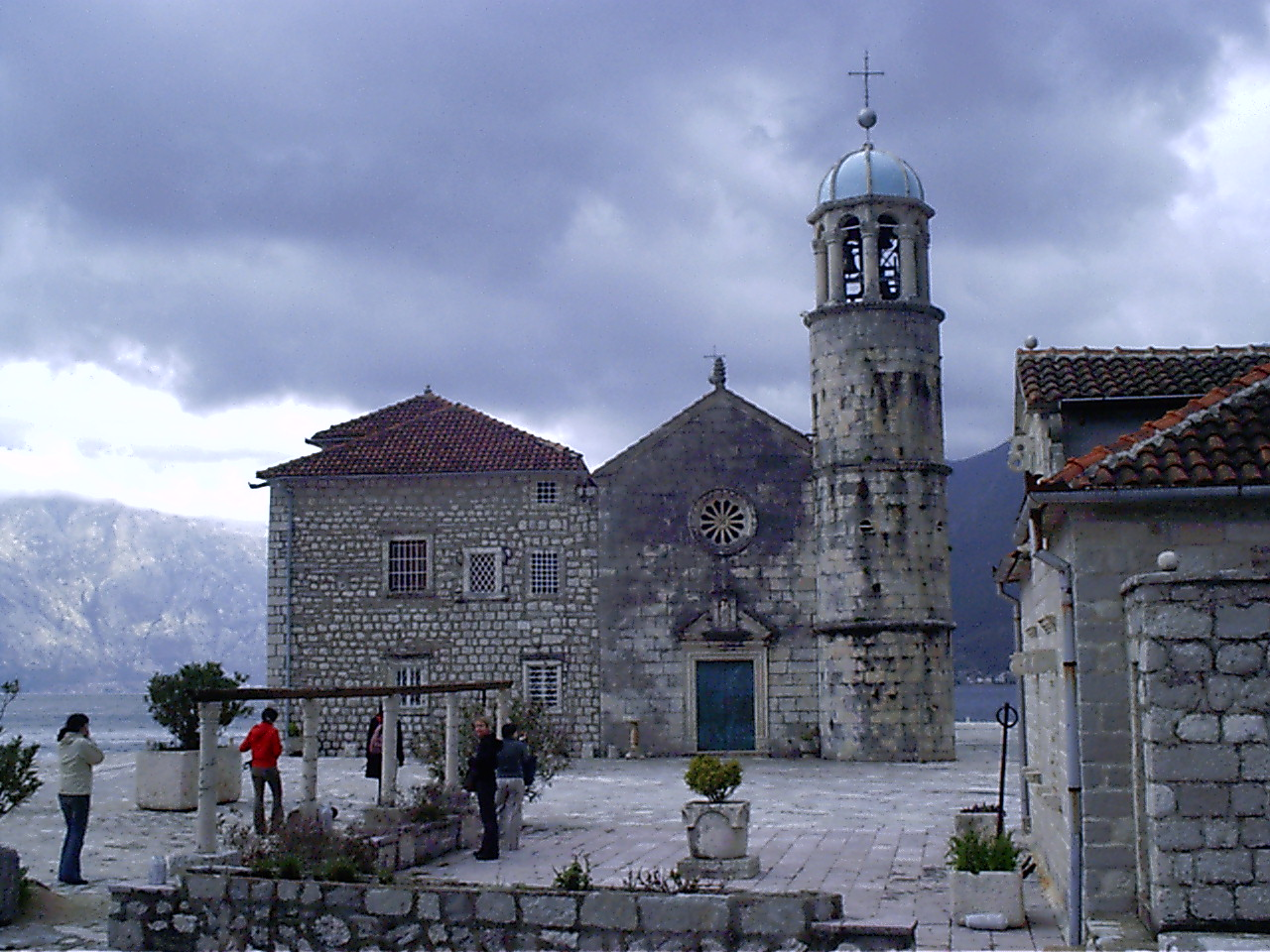
Oud Perasto (Perast)
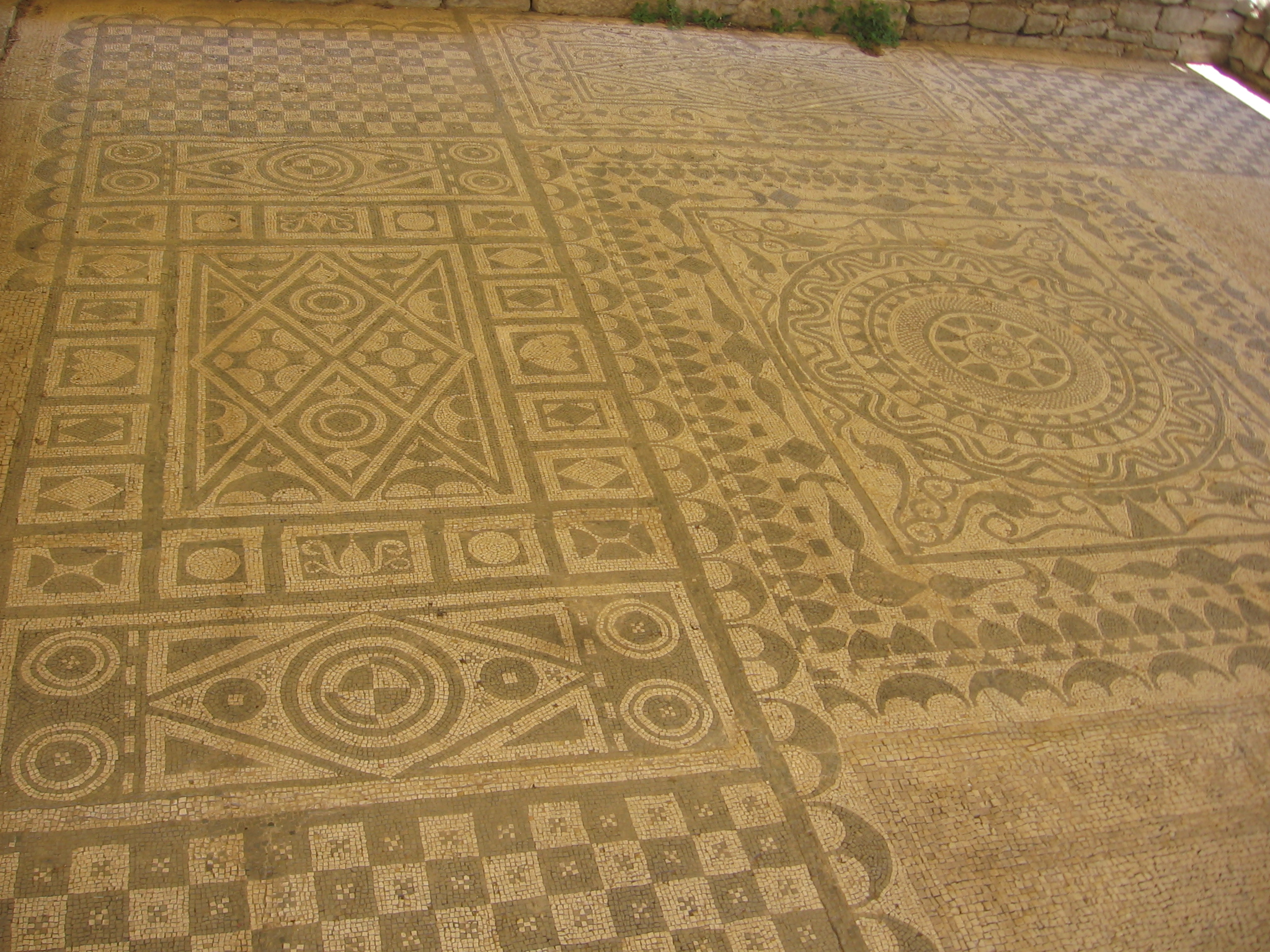
Romaanse mozaïek Risano (Risan)
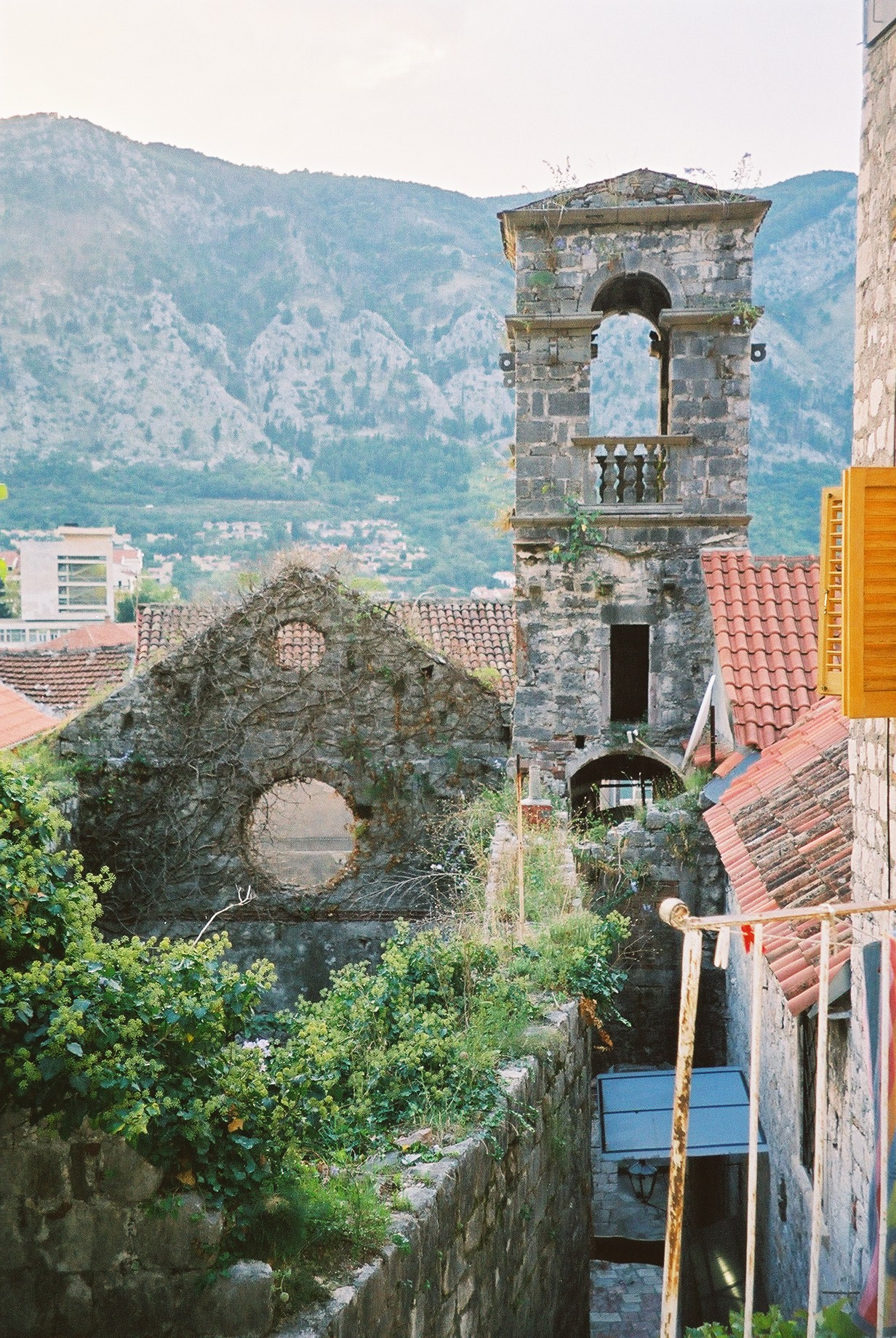
Oude Venetiaanse kerk in Cattaro (Kotor)